# یون جونگ هی
یون جونگ-هی (انگلیسی: Yoon Jeong-hee; کره‌ای: 윤정희؛ ۳۰ ژوئیهٔ ۱۹۴۴ – ۱۹ ژانویه ۲۰۲۲) یک هنرپیشه اهل کره جنوبی بود. وی از سال ۱۹۶۷ میلادی تا ۲۰۱۰ مشغول فعالیت بود.
یون از بیماری آلزایمر رنج می‌برد، و در ۱۹ ژانویه ۲۰۲۳ در سن ۷۸ سالگی در پاریس درگذشت.